# Santa Rosa (departamento de Mendoza)

Santa Rosa (departamento de Mendoza - Argentina)

Santa Rosa é um departamento da Argentina, localizado na província de Mendoza.